# 奥祖瓦尔-拉费里耶尔
奥祖瓦尔-拉费里耶尔（法語：Ozoir-la-Ferrière，法語發音：[ozwaʁ la fɛʁjɛʁ] ⓘ），简称奥祖瓦尔，是法国塞纳-马恩省的一个市镇，位于该省西部偏北，属于托尔西区。

## 地理
奥祖瓦尔-拉费里耶尔（48°46'9"N, 2°40'45"E）面积15.58 平方千米，位于法国法蘭西島大區塞纳-马恩省，该省份为法国北部内陆省份，北起瓦兹省，西接埃松省、马恩河谷省、塞纳-圣但尼省和瓦兹河谷省，南至卢瓦雷省，东南接约讷省，东临马恩省和奥布省，东北接埃纳省。
与奥祖瓦尔-拉费里耶尔接壤的市镇（或旧市镇、城区）包括：舍夫里-科西尼、费罗勒-阿蒂伊、格雷茨-阿曼维利耶、莱西尼、蓬托-孔博、蓬卡雷、布里地区鲁瓦西。
奥祖瓦尔-拉费里耶尔的时区为UTC+01:00、UTC+02:00（夏令时）。

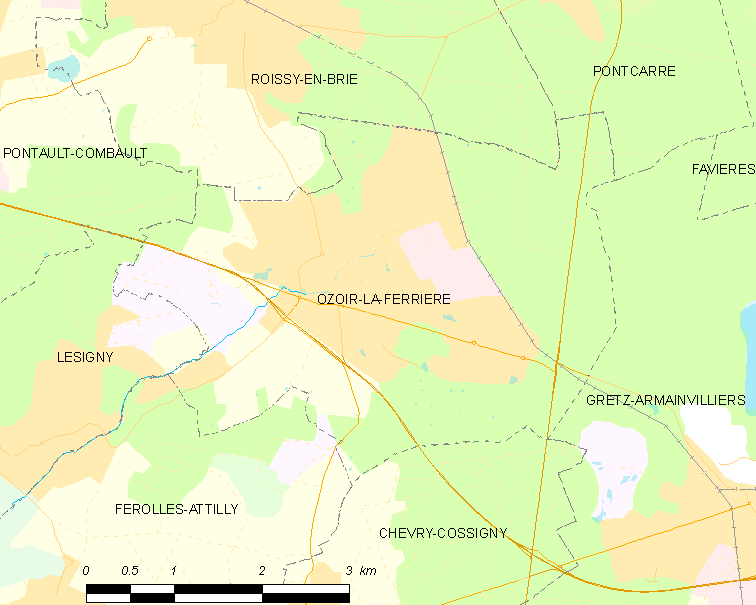
奥祖瓦尔-拉费里耶尔的OSM定位图

## 行政
奥祖瓦尔-拉费里耶尔的邮政编码为77330，INSEE市镇编码为77350。

## 政治
奥祖瓦尔-拉费里耶尔所属的省级选区为奥祖瓦尔-拉费里耶尔县。现任奥祖瓦尔-拉费里耶尔市长为让-弗朗索瓦·奥内托（Jean-François Oneto）先生，任期为2020-2026年。

## 交通
法国国道N4线（高等级公路）经过境内并设有出入口，塞纳-马恩省省道D35线、D354线、D361线和D471线在奥祖瓦尔-拉费里耶尔境内交汇，奥祖瓦尔-拉费里耶尔站是法兰西岛大区快铁E线上的一个车站，另有多条公交线路覆盖奥祖瓦尔-拉费里耶尔。

## 人口

1962-2008年间奥祖瓦尔-拉费里耶尔人口变化图示

奥祖瓦尔-拉费里耶尔于2022年1月1日时的人口数量为20969人。

## 友好城市
- 爱尔兰索兹
- 葡萄牙埃斯波森迪